# Xanthorhoe conchata
Xanthorhoe conchata là một loài bướm đêm trong họ Geometridae.